# Studer/Ganz-Preis
Der Studer/Ganz-Preis war ein Schweizer Literaturpreis. Er wurde erstmals seit 2006 von der Studer/Ganz-Stiftung verliehen. Der Preis wurde für deutschsprachige, französischsprachige oder italienischsprachige Werke verliehen und war jeweils mit 5'000 Franken dotiert.

## Studer/Ganz-Preis in der deutschsprachigen Schweiz
Der Preis wurde seit 2006 alle zwei Jahre für das beste unveröffentlichte deutschsprachige Prosadebüt eines Autors mit Schweizer Bürgerrecht oder mit Wohnsitz in der Schweiz verliehen.
Der Stiftungsrat beschloss per Ende 2023 seine Auflösung, da das Stiftungsvermögen aufgebraucht war. Unter dem Namen "Chrysalide" übernahm die Sophie und Karl Binding Stiftung ab 2024 die Trägerschaft der Studer/Ganz-Preise zur Nachwuchsförderung im Bereich Literatur.

### Preisträger 2006 bis 2022
- 2006: Simona Ryser
- 2008: Roman Graf
- 2010: Maja Peter
- 2012: Henriette Vásárhelyi
- 2014: keine Verleihung
- 2016: Barbara Schibli für ihr Manuskript Flechten
- 2018: Julia Kohli für ihr Manuskript Böse Delphine
- 2020: Thomas Duarte
- 2022: Gianna Olinda Cadonau

## «Prix Studer/Ganz en Suisse romande»
Der Preis wurde alle zwei Jahre für kurze Texte von sechs bis zwölf Autoren verliehen, die in der Schweiz leben oder das Schweizer Bürgerrecht besitzen. Er beinhaltete auch die Teilnahme an einem Schreibatelier und einen öffentlichen Vortrag. Der Preis wurde erstmals 2007 verliehen.

### Preisträger
- 2007: Carla Demierre, Evelyne Savard, Aline Steiner, Céline Zufferey, Michel Diserens, Giuseppe Melillo
- 2009: Laurence Boissier, Nathalie Chaix, Khadija Delaval, Sarah Duperrex, Lucianne Jaggi, Dimitri Jaunin, Léa Marmet, Douna Rajonhanes, Nadine Sauterel, Noémi Schaub, Anicée Willemin, Vincent Yersin
- 2011: Edouard Choffat, Cécile Gavlak, Valérie Gilliard, Silvia Härri, Kokovi Kuhn, Julia Sørensen
- 2013: Rébecca Balestra, Catherine Favre, Mathias Howald, Cléo Jansen, Sibylle Monney, Fabienne Morales
- 2015: Joanne Chassot, Miguel Demoura, Monika Faupel, Marylin Grandjean Felchlin, Benjamin Pécoud, Héloïse Pocry
- 2017: Lucile Carré, Julie Henoch, Aline Moser, Quentin Perissinotto, Marion Rosselet, Anaïs Perez Wenger
- 2019: Caroline Despont, Numa Francillon, Jean-Marc Huguenin, David Janelas, Alice Kubler, Lucie Schaeren
- 2021: Léonie Adrover, Alain Ausoni, Isabel Garcia Gomez, Marcel Nagel, Tasha Rumley, Marie Martin Wyler

## «Il Premio Studer/Ganz nella Svizzera di lingua italiana»
Der Preis wurde seit 2015 alle drei Jahre für das beste unveröffentlichte italienischsprachige Prosadebüt eines Autors mit Schweizer Bürgerrecht verliehen.

### Preisträger
- 2015: Virginia Helbling
- 2017: Alexandre Hmine für das Manuskript «La chiave nel latte»
- 2021: Sabina Zanini für das Romanmanuskript «A una voce»